# Pseudanurophorus
Genre
Pseudanurophorus est un genre de collemboles de la famille des Isotomidae.

## Liste des espèces
Selon Checklist of the Collembola of the World (version du 31 août 2019) :
- Pseudanurophorus acuta Denis, 1932
- Pseudanurophorus arcticus Christiansen, 1952
- Pseudanurophorus binoculatus (Kseneman, 1934)
- Pseudanurophorus boerneri Stach, 1922
- Pseudanurophorus cassagnaui Winter, 1963
- Pseudanurophorus hissaricus Martynova, 1971
- Pseudanurophorus isotoma (Börner, 1903)
- Pseudanurophorus lapponicus Agrell, 1939
- Pseudanurophorus mobilis Potapov, 1997
- Pseudanurophorus montanus Martynova, 1971
- Pseudanurophorus octoculatus Martynova, 1971
- Pseudanurophorus quadrioculatus von Törne, 1955

## Publication originale
- Stach, 1922  : Apterygoten aus dem nordwestlichen Ungarn. Annales Historico Naturales Musei Nationalis Hungarici, vol. 19, p. 1-75 (texte intégral).